# 구메촌 (사이타마현)
구메촌(久米村)은 사이타마현 이루마군에 설치되었던 촌이다. 현재의 도코로자와시에 해당한다.